# Benjamin Sadler
Benjamin Sadler (Toronto, 12 febbraio 1971) è un attore tedesco.

## Biografia
Di madre inglese e padre tedesco, si è trasferito in Germania all'età di sei anni. Ha studiato alla Royal Academy of Dramatic Arts di Londra, al Stella Adler Workshop e al Susan Batson Workshop, entrambe di New York. 
Attualmente vive a Berlino.
Ha ricevuto in molte fiction e miniserie tv, tra cui il film Dresda del 2006.

## Filmografia

### Cinema
- Spuk aus der Gruft, regia di Günter Meyer (1998)
- Rosenzweigs Freiheit, regia di Liliane Targownik (1998)
- Luther - Genio, ribelle, liberatore (Luther), regia di Eric Till (2003)
- Hotel Meina, regia di Carlo Lizzani (2007)
- Viaggio nella vertigine (Within the Whirlwind), regia di Marleen Gorris (2009)
- Wer wenn nicht wir, regia di Andres Veiel (2011)
- Passion, regia di Brian De Palma (2012)
- Il mio amico tedesco (El amigo alemán), regia di Jeanine Meerapfel (2012)
- Anleitung zum Unglücklichsein, regia di Sherry Hormann (2012)
- Bocksprünge, regia di Eckhard Preuß (2014)
- Ein Atem, regia di Christian Zübert (2015)
- Wendy, regia di Dagmar Seume (2017)
- La vendetta di Luna (Luna), regia di Khaled Kaissar (2017)
- Wendy 2 - Amici per sempre (Wendy 2 - Freundschaft für immer), regia di Hanno Olderdissen (2018)
- Als Hitler das rosa Kaninchen stahl, regia di Caroline Link (2019)

### Televisione
- Drei zum Verlieben – serie TV, 11 episodi (1994)
- Alle lieben Julia – serie TV (1994)
- Faust – serie TV, episodio 3x04 (1996)
- SK-Babies – serie TV, episodio 2x07 (1996)
- Wolkenstein – serie TV, episodio 1x16 (1996)
- Nackt im Cabrio, regia di Sven Severin – film TV (1997)
- Rosamunde Pilcher – serie TV, episodio 1x15 (1997)
- Kommissar Schimpanski – serie TV, episodio 1x00 (1997)
- Amiche nemiche (Freundschaft mit Herz) – serie TV, 21 episodi (1996-1997)
- First Love - Die große Liebe – serie TV (1997)
- Ein Mann steht seine Frau – serie TV, episodio 1x06 (1997)
- Schock - Eine Frau in Angst, regia di Ben Verbong – film TV (1998)
- I guardiani del cielo, regia di Alberto Negrin – film TV (1998)
- Babyraub - Kinder fremder Mächte, regia di Elodie Keene – film TV (1998)
- Lexx – serie TV, episodio 2x06 (1999)
- Ultima analisi: omicidio (Mordkommission) – serie TV, episodio 1x03 (1999)
- Rete mortale (Verführt - Eine gefährliche Affäre), regia di Michael Karen – film TV (1999)
- Der blonde Affe, regia di Thomas Jauch – film TV (1999)
- Der Kopp, regia di Michael Mackenroth – film TV (1999)
- Wolff, un poliziotto a Berlino (Wolffs Revier) – serie TV, episodi 5x06-8x10 (1996-1999)
- Die Abzocker - Eine eiskalte Affäre, regia di Stuart Cooper – film TV (2000)
- Spuren im Eis - Eine Frau sucht die Wahrheit, regia di Walter Weber – film TV (2000)
- Spuk im Reich der Schatten, regia di Günter Meyer – film TV (2000)
- Maria Maddalena, regia di Raffaele Mertes e Elisabetta Marchetti – film TV (2000)
- Victor, l'angelo custode (Victor - Der Schutzengel) – serie TV, episodio 1x00 (2000)
- Tattoo - Il segreto sommerso (Das Tattoo - Tödliche Zeichen), regia di Curt M. Faudon – film TV (2000)
- Die Verwegene - Kämpfe um deinen Traum, regia di Martin Walz – film TV (2000)
- San Giovanni - L'apocalisse, regia di Raffaele Mertes – film TV (2000)
- Antonia - Tra amore e potere (Antonia - Zwischen Liebe und Macht), regia di Jörg Grünler – film TV (2001)
- Jonathans Liebe, regia di Zoltan Spirandelli – film TV (2001)
- Zimmer der Angst, regia di Florian Richter – film TV (2002)
- Das Herz ist rot, regia di Christine Kabisch – film TV (2003)
- Antonia 2: Lacrime in paradiso (Antonia - Tränen im Paradies), regia di Ernst Josef Lauscher – film TV (2003)
- Il posto delle farfalle (Nur Anfänger heiraten), regia di Franziska Meyer Price – film TV (2003)
- Das Wunder von Lengede, regia di Kaspar Heidelbach – film TV (2003)
- Augusto - Il primo imperatore (Imperium: Augustus), regia di Roger Young – film TV (2003)
- Italiener und andere Süßigkeiten, regia di Ute Wieland – film TV (2004)
- Sehnsucht nach Liebe, regia di Erwin Keusch – film TV (2004)
- Bettgeflüster & Babyglück, rsgia di Annette Ernst – film TV (2005)
- Ein starkes Team – serie TV, episodi 1x30 (2005)
- Letztes Kapitel, regia di Marcus O. Rosenmüller – film TV (2005)
- Dresda (Dresden), regia di Roland Suso Richter – film TV (2006)
- Der Untergang der Pamir, regia di Kaspar Heidelbach – film TV (2006)
- Caravaggio, regia di Angelo Longoni – film TV (2007)
- Annas Alptraum kurz nach 6, regia di Roland Suso Richter – film TV (2007)
- Guerra e pace (War and Peace) – miniserie TV, 4 episodi (2007)
- Contergan, regia di Adolf Winkelmann – film TV (2007)
- Augenzeugin, regia di Marcus O. Rosenmüller – film TV (2008)
- Codice Carlo Magno (Die Jagd nach dem Schatz der Nibelungen), regia di Ralf Huettner – film TV (2008)
- Auftrag Schutzengel, regia di Peter Fratzscher – film TV (2009)
- Krupp - Eine deutsche Familie – serie TV, episodi 1x01-1x02-1x03 (2009)
- Impatto dal cielo (Impact) – serie TV, episodi 1x01-1x02 (2009)
- Liebe deinen Feind, regia di Niki Stein – film TV (2010)
- Mörderischer Besuch, regia di Jorgo Papavassiliou – film TV (2010)
- Paura di amare – serie TV, 6 episodi (2010)
- Rosa Roth – serie TV, episodio 1x29 (2011)
- Das Mädchen auf dem Meeresgrund, regia di Ben Verbong – film TV (2011)
- München 72 - Das Attentat, regia di Dror Zahavi – film TV (2012)
- Rommel, regia di Niki Stein – film TV (2012)
- Der Tote im Eis, regia di Niki Stein – film TV (2013)
- Killing All the Flies, regia di Hanna Maria Heidrich – film TV (2013)
- Anna Karenina – miniserie TV, episodi 1x01-1x02 (2013)
- Das Jerusalem-Syndrom, regia di Dror Zahavi – film TV (2013)
- Pinocchio – miniserie TV, episodi 1x01-1x02 (2013)
- Alles muss raus - Eine Familie rechnet ab – miniserie TV, episodi 1x01-1x02 (2014)
- Zwischen den Zeiten, regia di Hansjörg Thurn – film TV (2014)
- Il sorriso delle donne (Das Lächeln der Frauen), regia di Gregor Schnitzler – film TV (2014)
- Francesco, regia di Liliana Cavani – film TV (2014)
- Tag der Wahrheit, regia di Anna Justice – film TV (2015)
- Colpevoli (Schuld nach Ferdinand von Schirach) – serie TV, episodi 1x3 (2015)
- Le Wallenstein - I demoni di Dresda (Die Wallensteins - Dresdner Dämonen), regia di Carlo Rola – film TV (2015)
- Der Lack ist ab – serie TV, episodio 1x08 (2015)
- Das Dorf der Mörder, regia di Niki Stein – film TV (2015)
- Programma protezione testimoni (Das Programm), regia di Till Endemann – film TV (2016)
- Ultima traccia: Berlino (Letzte Spur Berlin) – serie TV, episodio 5x12 (2016)
- Richard Brock (Spuren des Bösen) – miniserie TV, episodio 1x06 (2017)
- Der Gutachter: Ein Mord zu viel, regia di Christiane Balthasar – film TV (2017)
- Tödliche Geheimnisse - Jagd in Kapstadt, regia di Sherry Hormann – film TV (2017)
- Der Kroatien Krimi – serie TV, episodio 2x01 (2018)
- Wir sind doch Schwestern, regia di Till Endemann – film TV (2018)
- Tatort – serie TV, 6 episodi (1996-2019)
- Duisburg - Linea di sangue, regia di Enzo Monteleone – film TV (2019)
- Tödliches Erwachen, regia di Ed Herzog – film TV (2019)
- Jenseits der Angst, regia di Thorsten Näter – film TV (2019)
- Charlotte Link - Im Tal des Fuchses, regia di Till Franzen – film TV (2020)
- Eine harte Tour, regia di Isabel Kleefeld – film TV (2020)
- Shadowplay – serie TV, 8 episodi (2020)
- Tribes of Europa – serie TV (2021)